# Cypsiurus balasiensis
El vencejo palmero asiático o vencejo asíatico (Cypsiurus balasiensis), es una especie de ave apodiforme de la familia Apodidae. Es muy similar al Cypsiurus parvus (vencejo palmero africano) y de hecho eran considerados tradicionalmente como una única especie.
Es una especie común en toda el Asia tropical, desde la India, hasta las Filipinas y las Célebes. Habita en zonas abiertas y campos de cultivo, sobre todo en plantaciones de palma aceitera ya que hace sus nidos en la parte inferior de las hojas de palmera, pegándolos con saliva.
Mide 13 cm de longitud y pesa en torno a los 20 gr. Su plumaje es de color marrón pálido y sus alas son largas, estrechas y con una flecha pronunciada, lo que les da un aspecto de boomerang. La cola es larga y tiene una profunda horquilla, aunque normalmente la mantiene cerrada. En cuanto a su morfología, ambos sexos son muy similares.

## Galería

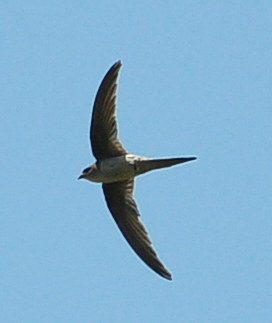
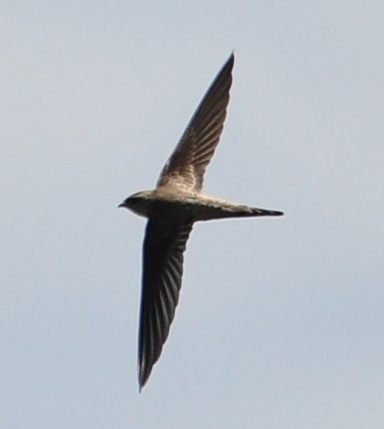